# Châteauvieux-les-Fossés
Pour les articles homonymes, voir Châteauvieux.
Châteauvieux-les-Fossés est une commune française située dans le département du Doubs, la région culturelle et historique de Franche-Comté et la région administrative Bourgogne-Franche-Comté. 
Ses habitants sont les Castelvetusiens.
 
Châteauvieux-les-Fossés fait partie des communes les moins peuplées de France, avec 9 habitants permanents recensés en 2022.
 
Le village possède néanmoins un riche patrimoine architectural et naturel.

## Géographie

### Toponymie
Chastel de Willafens en 1246 ; Chastel viez de Vilafans en 1309 ; devient Châteauvieux-les-Fossés par décret du 22 février 1923.

### Communes limitrophes
La commune de Châteauvieux-les-Fossés se situe à 25 km de Valdahon, ville la plus proche, 31 km de Pontarlier, sous-préfecture du Doubs, et 34 km de Besançon, préfecture du Doubs et de la Franche-Comté.

### Topographie
Châteauvieux-les-Fossés est une commune de montagne, dominant la vallée de la Loue, et située à une altitude moyenne de 531 m.

Elle est bordée par les bois de la Tuffière et du Cuchot, et est traversée par les ruisseaux de Raffenot et de Vergetolle.

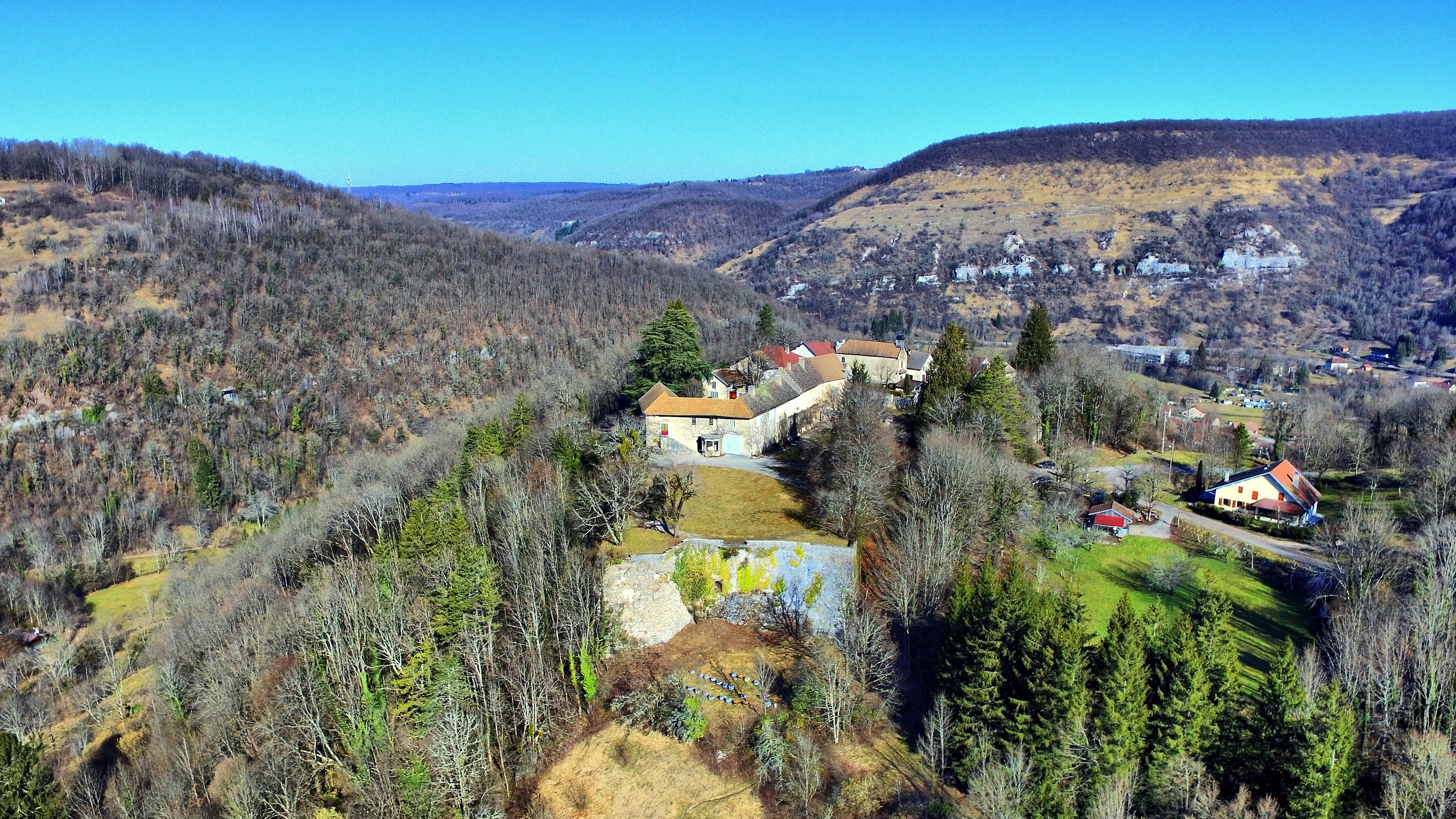
Le village sur son promontoire devant la vallée de la Loue.

### Accès
La commune de Châteauvieux-les-Fossés est accessible par la route D 27 (Évillers-Valdahon), qui la traverse.

L'échangeur autoroutier le plus proche est celui d'École-Valentin ( 4 Besançon-Saint-Claude, Vesoul, Lausanne), à 42 km, sur l'A36.

La gare SNCF la plus proche, après la halte d'Étalans (19 km), est celle de Valdahon (ligne Besançon-Le Locle, à 21 km.

L'aéroport régional le plus proche est celui de Dole-Jura, à 80 km.

### Climat
Pour des articles plus généraux, voir Climat de la Bourgogne-Franche-Comté et Climat du Doubs.
En 2010, le climat de la commune est de type climat de montagne, selon une étude du Centre national de la recherche scientifique s'appuyant sur une série de données couvrant la période 1971-2000. En 2020, Météo-France publie une typologie des climats de la France métropolitaine dans laquelle la commune est dans une zone de transition entre le climat semi-continental et le climat de montagne et est dans la région climatique  Jura, caractérisée par une forte pluviométrie en toutes saisons (1 000 à 1 500 mm/an), des hivers rigoureux et un ensoleillement médiocre. 
Pour la période 1971-2000, la température annuelle moyenne est de 9,9 °C, avec une amplitude thermique annuelle de 17,2 °C. Le cumul annuel moyen de précipitations est de 1 315 mm, avec 12,7 jours de précipitations en janvier et 10,4 jours en juillet. Pour la période 1991-2020, la température moyenne annuelle observée sur la station météorologique de Météo-France la plus proche, « Épenoy », sur la commune d'Épenoy à 15 km à vol d'oiseau, est de 9,2 °C et le cumul annuel moyen de précipitations est de 1 363,0 mm. 
La température maximale relevée sur cette station est de 36,4 °C, atteinte le 7 août 2003 ; la température minimale est de −18,8 °C, atteinte le 5 février 2012,,. 
Les paramètres climatiques de la commune ont été estimés pour le milieu du siècle (2041-2070) selon différents scénarios d'émission de gaz à effet de serre à partir des nouvelles projections climatiques de référence DRIAS-2020. Ils sont consultables sur un site dédié publié par Météo-France en novembre 2022.

## Urbanisme

### Typologie
Au 1er janvier 2024, Châteauvieux-les-Fossés est catégorisée commune rurale à habitat dispersé, selon la nouvelle grille communale de densité à 7 niveaux définie par l'Insee en 2022.
Elle est située hors unité urbaine et hors attraction des villes,.

### Occupation des sols
L'occupation des sols de la commune, telle qu'elle ressort de la base de données européenne d’occupation biophysique des sols Corine Land Cover (CLC), est marquée par l'importance des forêts et milieux semi-naturels (98,9 % en 2018), une proportion sensiblement équivalente à celle de 1990 (99,4 %). La répartition détaillée en 2018 est la suivante : 
forêts (83,4 %), milieux à végétation arbustive et/ou herbacée (15,5 %), prairies (0,6 %), zones agricoles hétérogènes (0,4 %). L'évolution de l’occupation des sols de la commune et de ses infrastructures peut être observée sur les différentes représentations cartographiques du territoire : la carte de Cassini (XVIIIe siècle), la carte d'état-major (1820-1866) et les cartes ou photos aériennes de l'IGN pour la période actuelle (1950 à aujourd'hui).

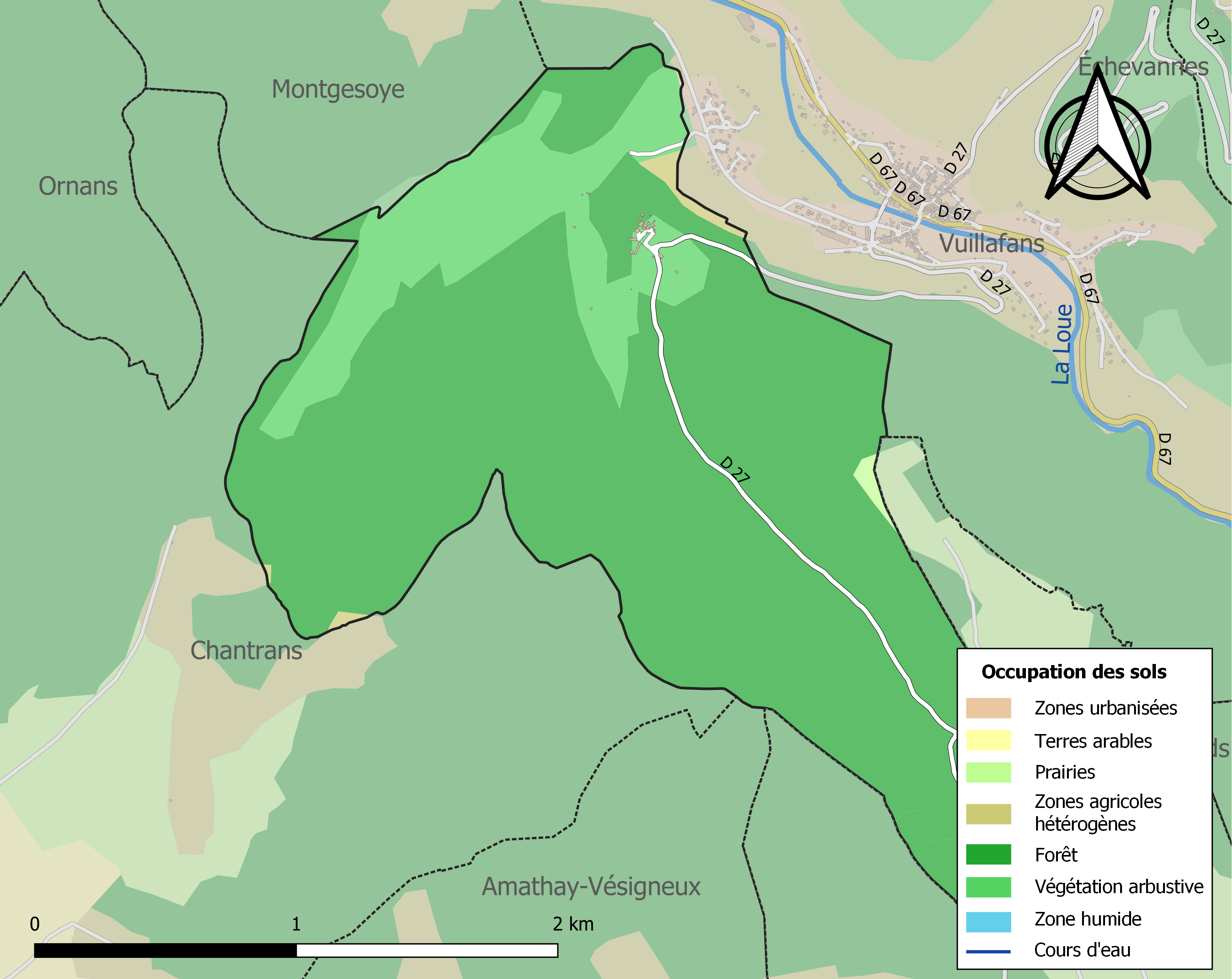
Carte des infrastructures et de l'occupation des sols de la commune en 2018 (CLC).

## Histoire
La toponymie désigne, depuis le bas Moyen Âge, par « Châteauvieux », le lieu où se dressait le (vieux) château du IXe siècle, édifié par les seigneurs de Montgesoye, par opposition au lieudit « Châteauneuf » de la commune voisine de Vuillafans, où se dressait le (neuf) château du XIIIe siècle, érigé par les seigneurs de Durnes.
Durant le Moyen Âge, Châteauvieux-les-Fossés est un village fortifié de la Route du Sel appartenant successivement aux seigneurs de Montgesoye, qui y construisent le premier château fort, au IXe siècle, à ceux de Salins, puis à ceux de Montfaucon, avant que les sires de Rye, n'en fassent l'acquisition en 1620, et ne reconstruisent son château, détruit quelques décennies auparavant par les troupes de Louis XI.
En 1639, au cours de la guerre de dix ans, ce château fut assiégé et pris par les troupes suédoises, et ce, malgré une vigoureuse résistance. Il fut alors incendié. 
Restauré, il se rendit aux troupes françaises en 1668, lors de la première conquête de Louis XIV. 
À la Révolution française, Châteauvieux devient une commune et le château est vendu comme bien national, avant d'être en partie ravagé par les flammes en 1807, puis restauré, dans la deuxième moitié du XIXe siècle, par la famille Boiteux, et inscrit à l'IGPC, le 21 décembre 2001.

En 1923, afin d'éviter les homonymie avec les autres Châteauvieux de France, la commune adopte le toponyme « Châteauvieux-les-Fossés ».

## Politique et administration
| Période                                  | Période                     | Identité                                         | Étiquette | Qualité |
| ---------------------------------------- | --------------------------- | ------------------------------------------------ | --------- | ------- |
| avant 1988                               | 2008                        | Jean Robbe                                       | PS        |         |
| mars 2008                                | En cours (au 1er juin 2020) | Danièle Fiétier, Réélue pour le mandat 2020-2026 |           |         |
| Les données manquantes sont à compléter. |                             |                                                  |           |         |

## Population et société

### Démographie
L'évolution du nombre d'habitants est connue à travers les recensements de la population effectués dans la commune depuis 1793. Pour les communes de moins de 10 000 habitants, une enquête de recensement portant sur toute la population est réalisée tous les cinq ans, les populations de référence des années intermédiaires étant quant à elles estimées par interpolation ou extrapolation. Pour la commune, le premier recensement exhaustif entrant dans le cadre du nouveau dispositif a été réalisé en 2005.

En 2022, la commune comptait 9 habitants, en évolution de −30,77 % par rapport à 2016 (Doubs : +1,88 %, France hors Mayotte : +2,11 %).
| 1793 | 1800 | 1806 | 1821 | 1831 | 1836 | 1841 | 1846 | 1851 |
| ---- | ---- | ---- | ---- | ---- | ---- | ---- | ---- | ---- |
| 146  | 148  | 130  | 169  | 150  | 163  | 141  | 137  | 144  |

| 1856 | 1861 | 1866 | 1872 | 1876 | 1881 | 1886 | 1891 | 1896 |
| ---- | ---- | ---- | ---- | ---- | ---- | ---- | ---- | ---- |
| 124  | 129  | 131  | 110  | 88   | 88   | 96   | 74   | 69   |

| 1901 | 1906 | 1911 | 1921 | 1926 | 1931 | 1936 | 1946 | 1954 |
| ---- | ---- | ---- | ---- | ---- | ---- | ---- | ---- | ---- |
| 52   | 46   | 33   | 26   | 34   | 20   | 20   | 7    | 28   |

| 1962 | 1968 | 1975 | 1982 | 1990 | 1999 | 2005 | 2006 | 2010 |
| ---- | ---- | ---- | ---- | ---- | ---- | ---- | ---- | ---- |
| 18   | 15   | 14   | 14   | 9    | 11   | 7    | 8    | 12   |

| 2015 | 2020 | 2022 | - | - | - | - | - | - |
| ---- | ---- | ---- | - | - | - | - | - | - |
| 12   | 10   | 9    | - | - | - | - | - | - |

Avec 7 habitants permanents en 2011, Châteauvieux-les-Fossés fait partie des communes françaises les moins peuplées, avec celles « mortes pour la France » (Beaumont-en-Verdunois, Bezonvaux, Cumières-le-Mort-Homme, Fleury-devant-Douaumont, Haumont-près-Samogneux, Louvemont-Côte-du-Poivre), inhabitées, et celles de Rochefourchat, dans la Drôme (1 habitant en 2009), Majastres, dans les Alpes-de-Haute-Provence (2 en 2009), Leménil-Mitry, en Meurthe-et-Moselle (3 en 2009), Aulan, dans la Drôme (4 en 2009), Ornes, dans la Meuse (5 en 2009), et Baren, dans la Haute-Garonne (5 en 2009).

### Cultes
La commune dispose d'un seul lieu de culte de confession catholique, la chapelle Notre-Dame-du-Haut-Ciel. Au sein du diocèse de Besançon, le doyenné des Premiers Plateaux regroupe cinq unités pastorales (paroisses) dont celle de la Haute Vallée de la Loue à laquelle appartient Châteauvieux-les-Fossés.

## Économie et finance
L'économie de la commune repose sur la seule activité d'un exploitant forestier. 

Côté finance, Châteauvieux jouit d'un budget de 17 000 euros (2009). Cette somme provient de la vente de bois, des droits de chasse, des impôts locaux et de la dotation de l'État.

## Patrimoine

### Patrimoine architectural
Le patrimoine architectural de la commune est inscrit à l'IGPC, depuis le 21 décembre 2001, et comprend :
- le château du XVIIe siècle[16] ;
- la chapelle Notre-Dame-du-Haut-Ciel du XVIIIe siècle[25] ;
- les maisons vigneronnes du XVIIIe siècle[26] ;
- la croix XIXe siècle ;
- la petite fontaine XIXe siècle ;
- le lavoir-fontaine du XIXe siècle[27] ;
- la mairie du XIXe siècle[28].

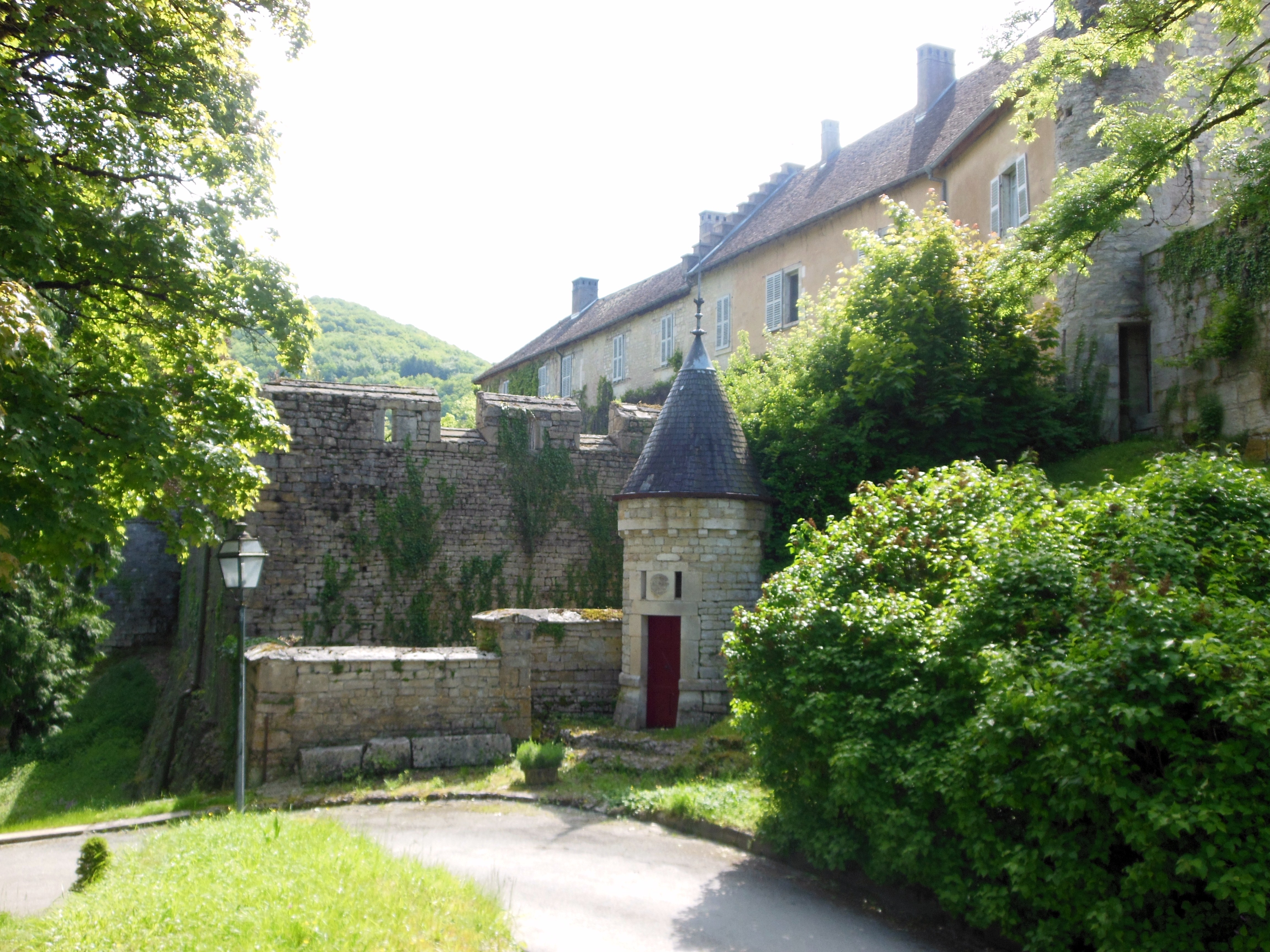
Château (XVIIe).
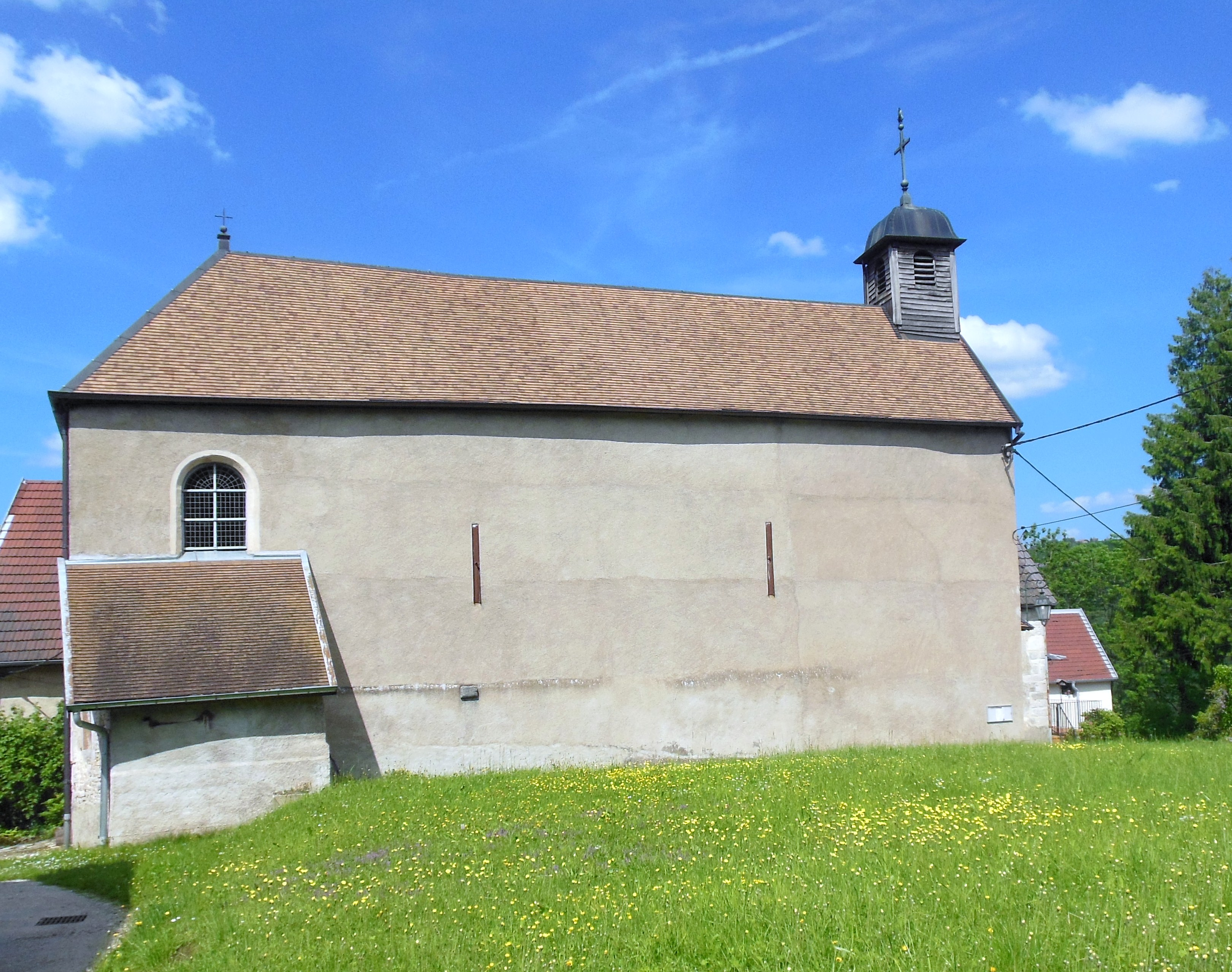
Chapelle Notre-Dame.
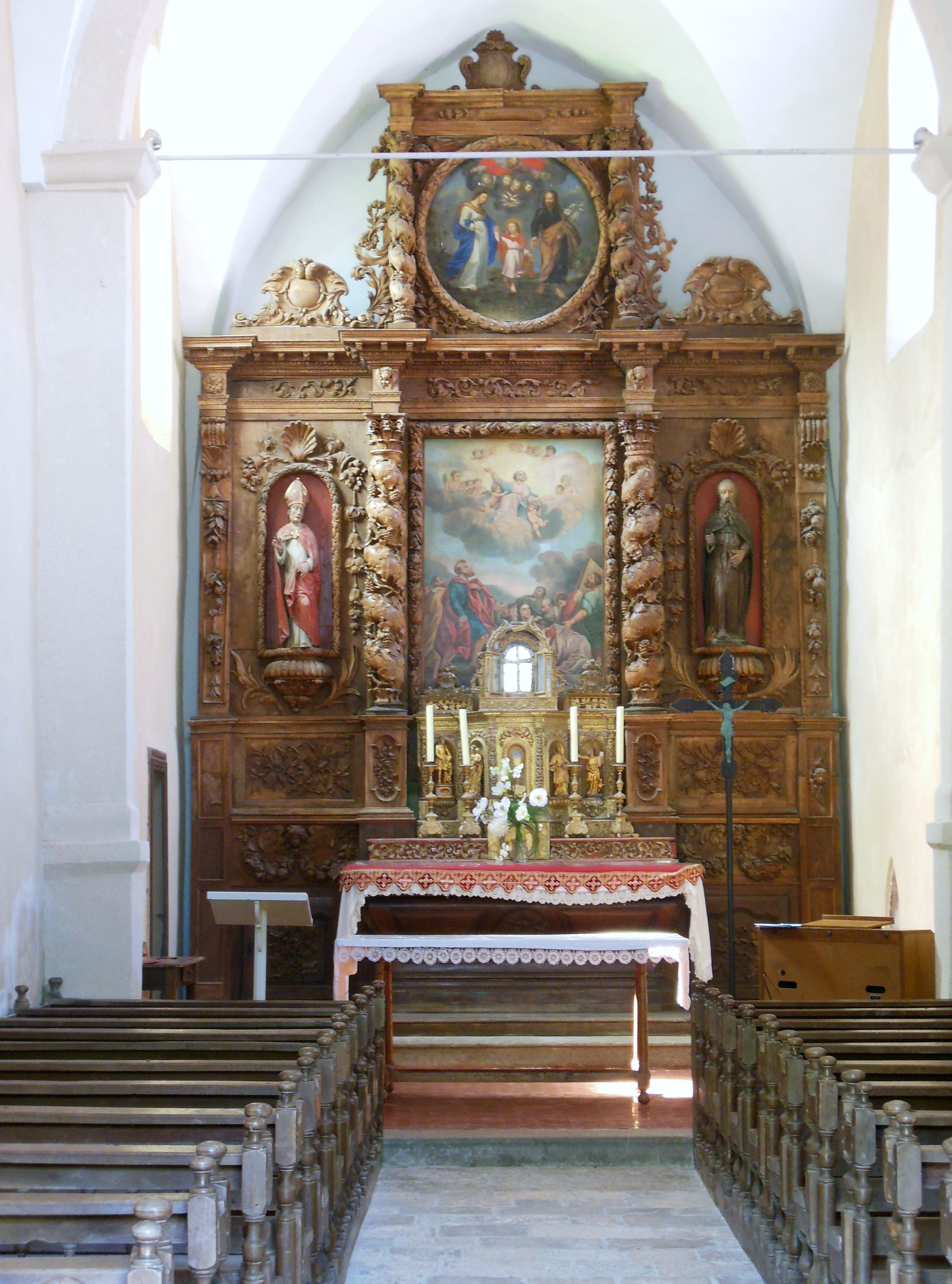
Retable (XVIIIe).
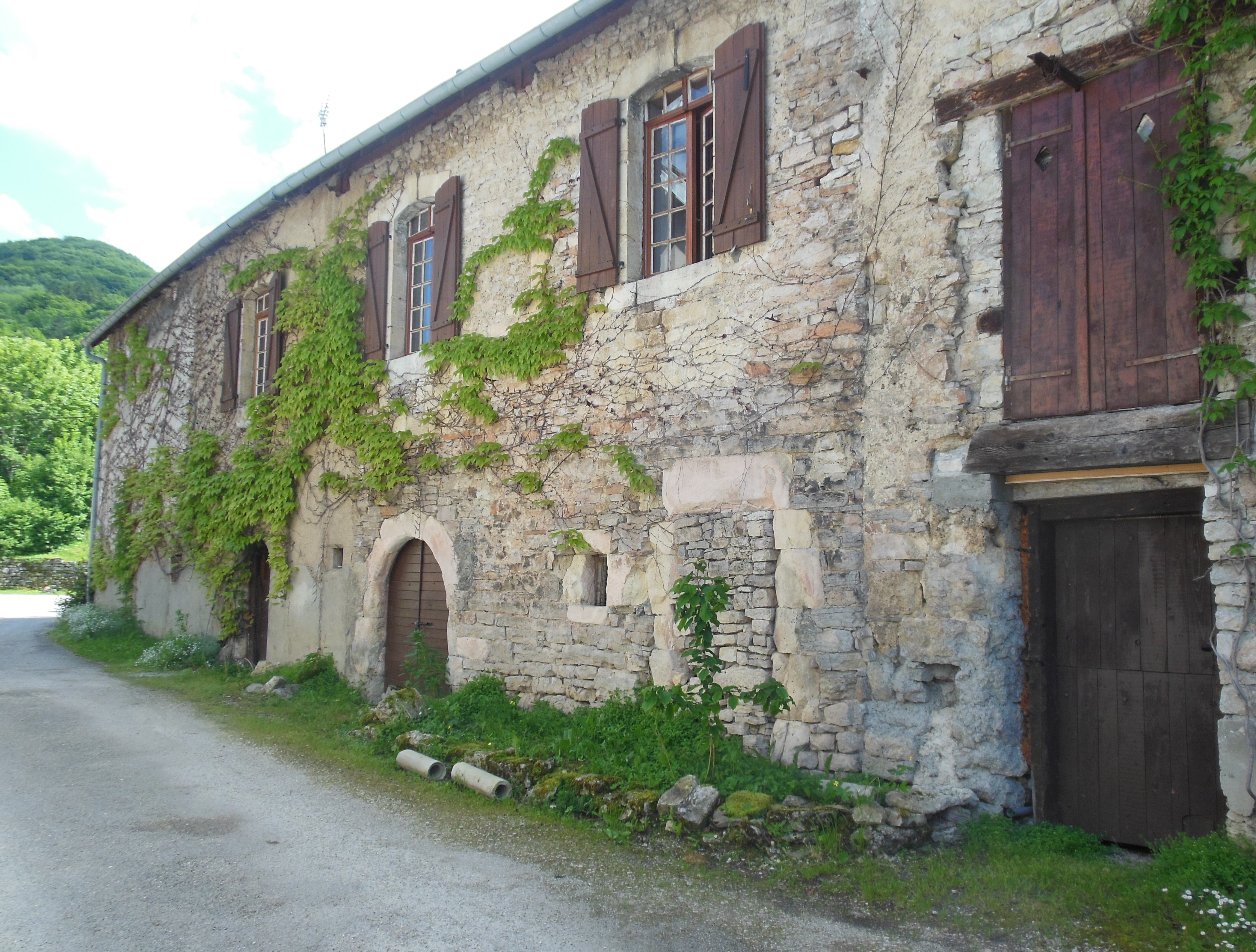
Maison vigneronne (XVIIIe).
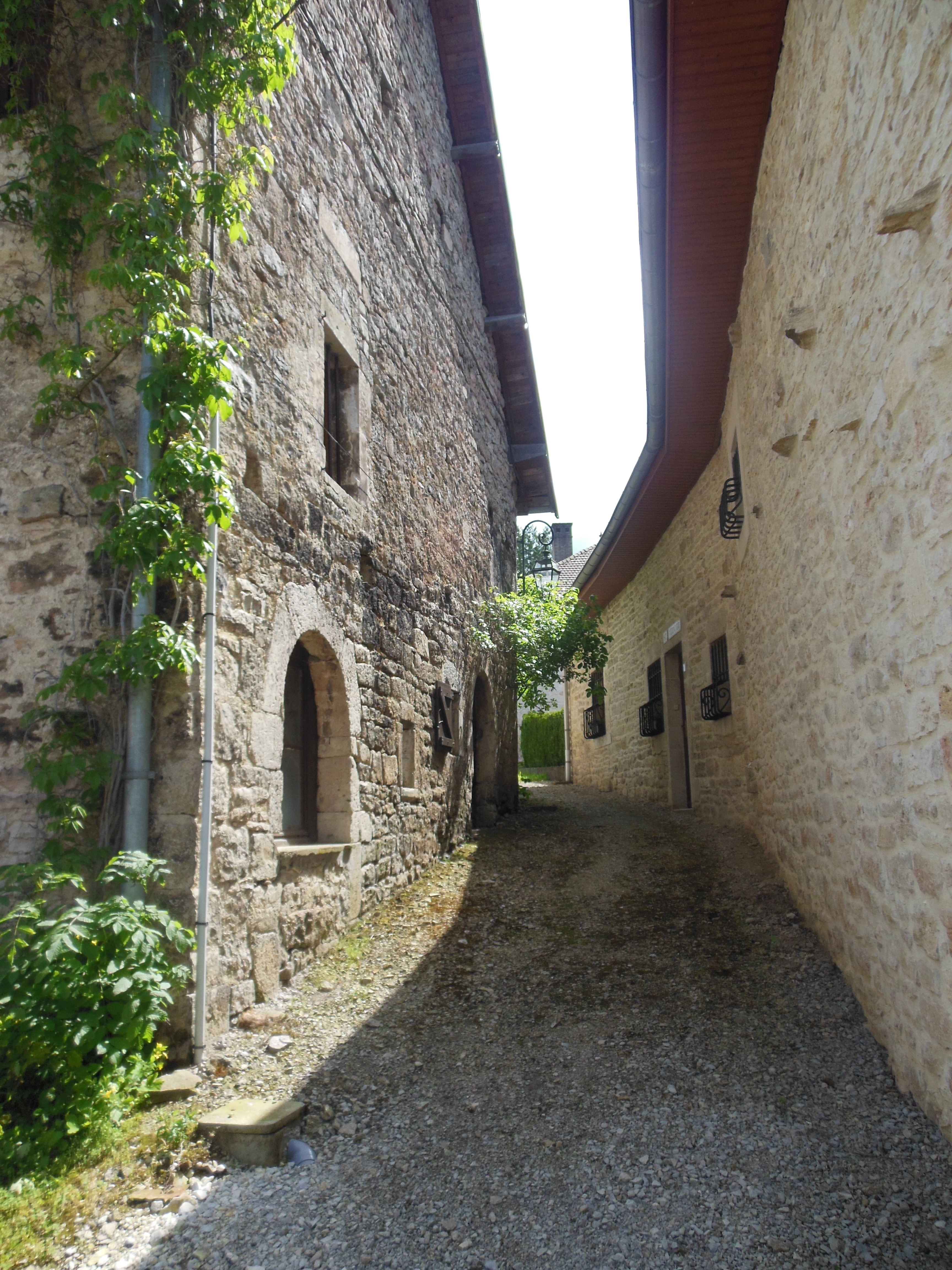
Maisons vigneronnes (XVIIIe).
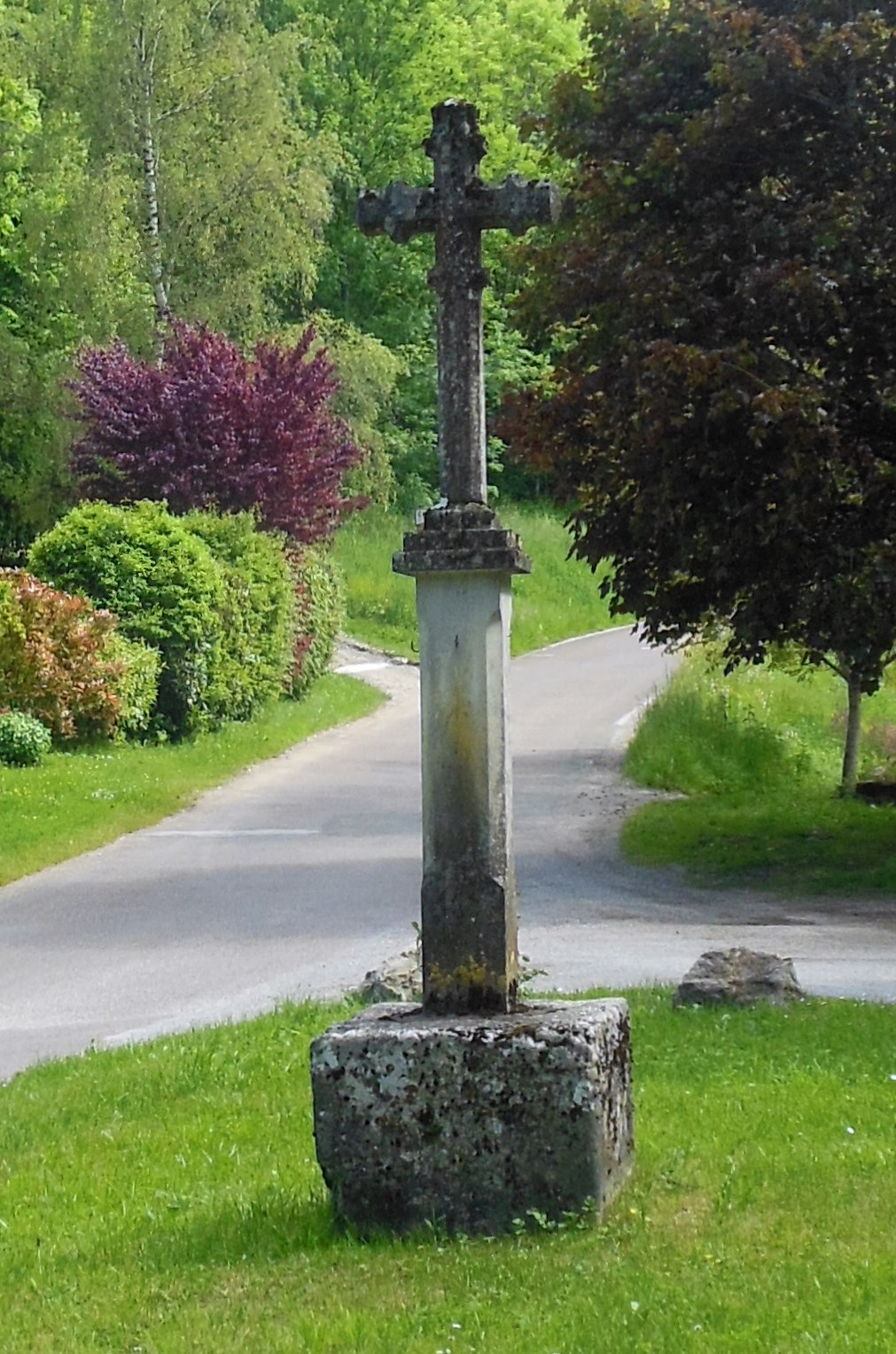
Croix (XIXe).
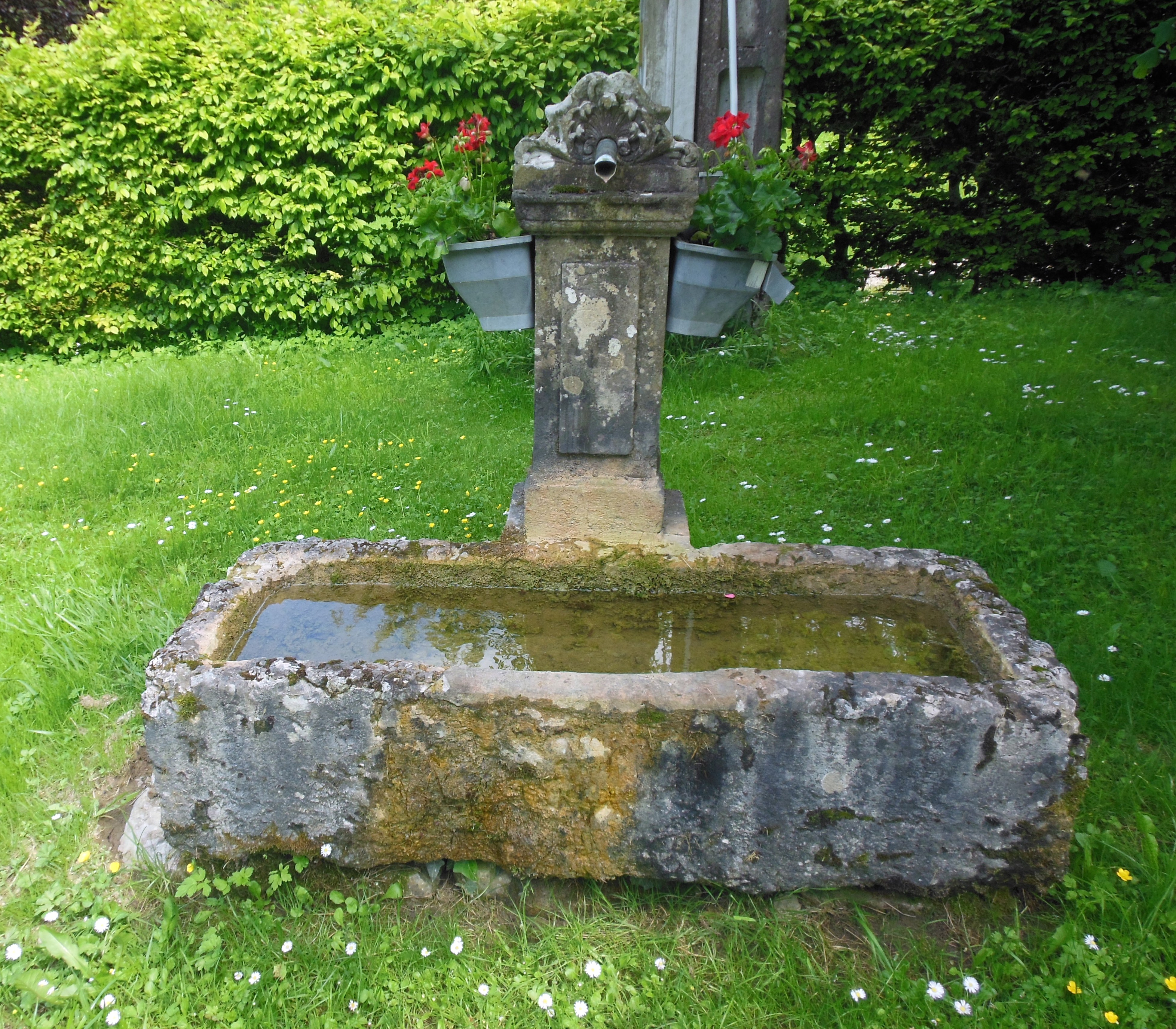
Fontaine (XIXe).
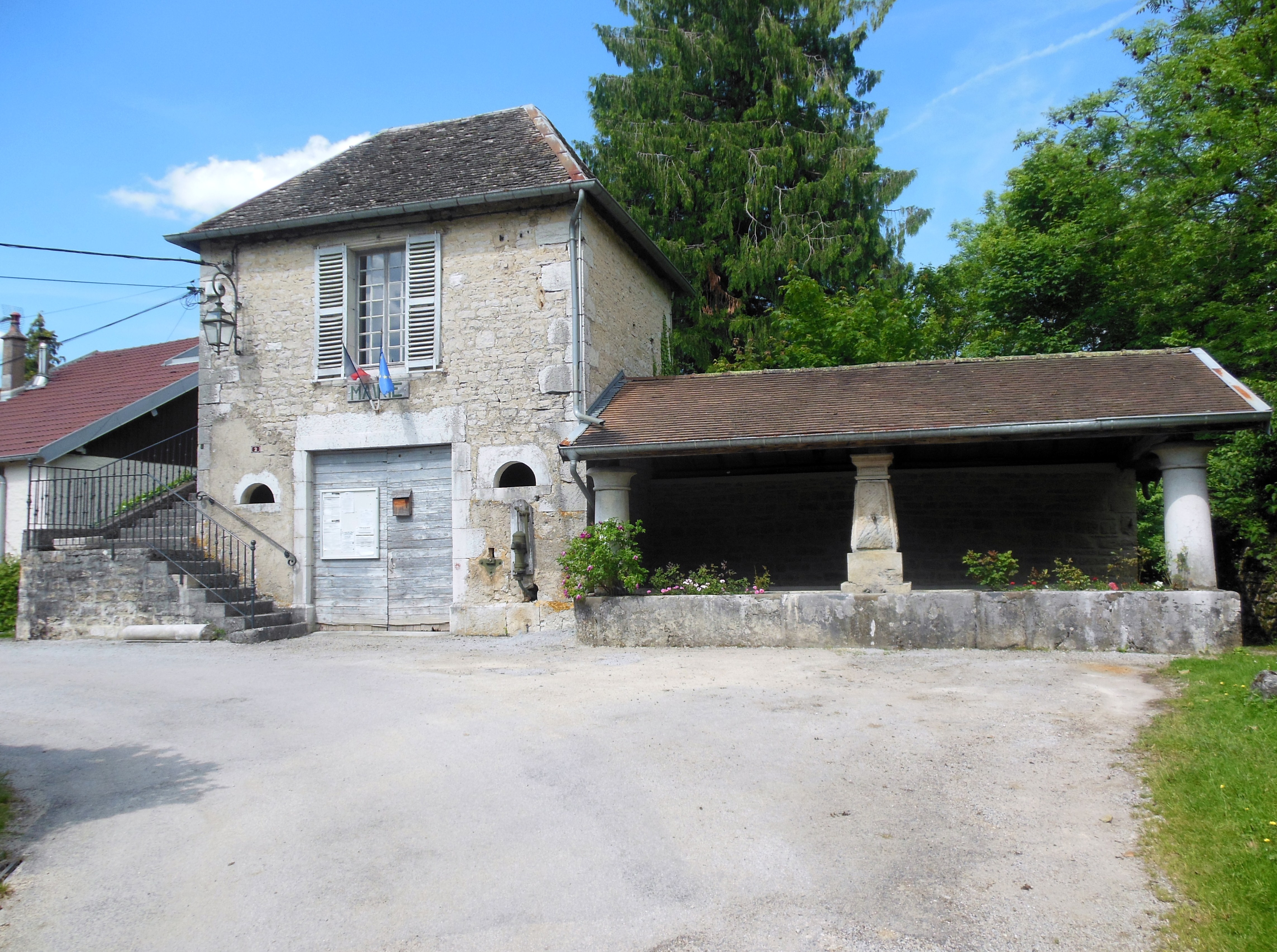
Mairie et lavoir-fontaine (XIXe).

### Patrimoine naturel
Le patrimoine naturel de la commune est inscrit à l'INPN, depuis 1996, et comprend :
- Le vallon du ruisseau de Vergetolle, avec :
  - le bois de la Tuffière,
  - la cascade de la Tuffière,
  - la grotte de Vergetolle,
  - la source bleue ;
- Le vallon du ruisseau de Raffenot, avec :
  - la cascade de Raffenot,
  - les « cuves de l'Enfer », où coulent le Bief-Noir et ses cascades.

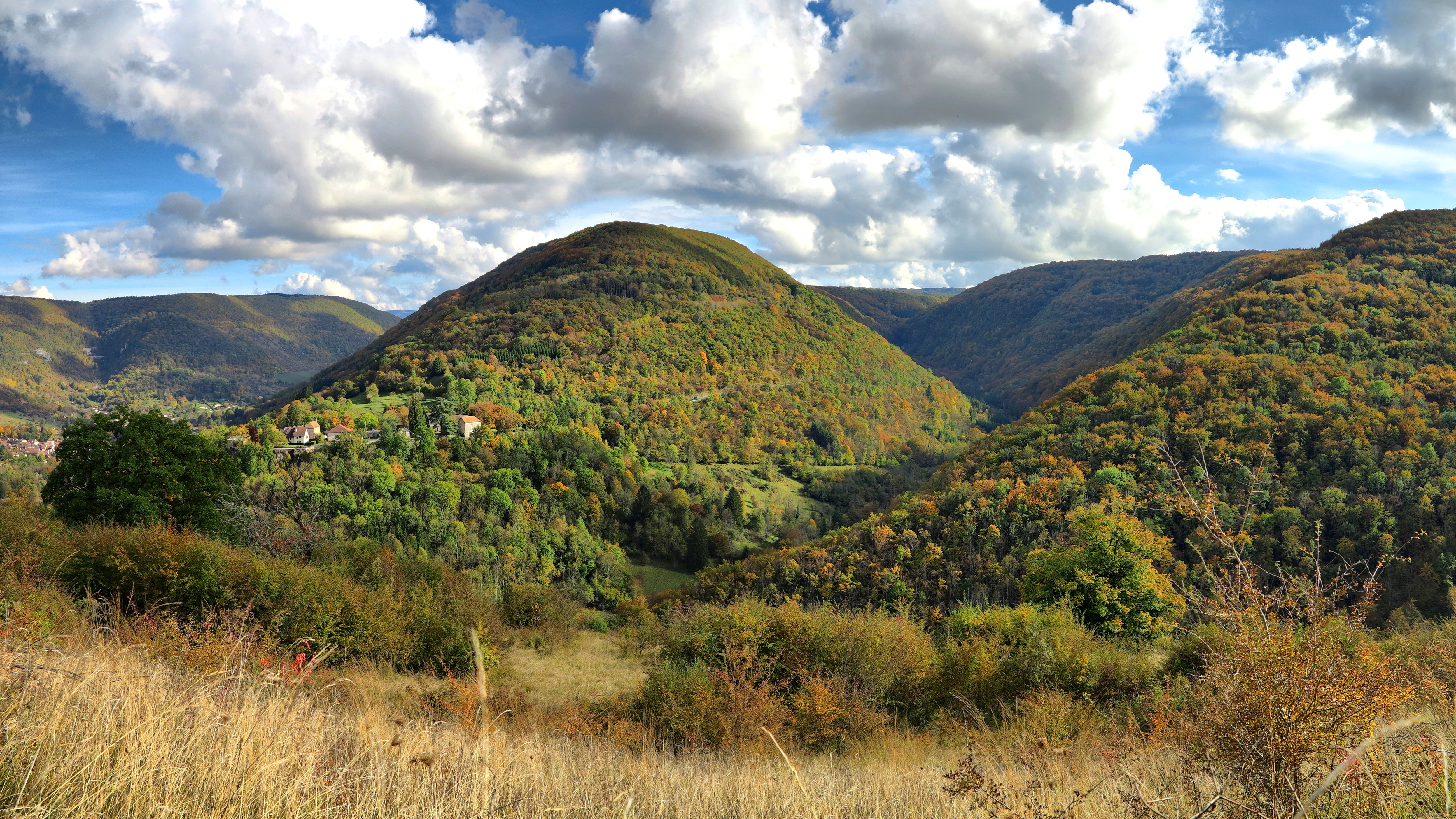
Le village et la vallée de Raffenot.
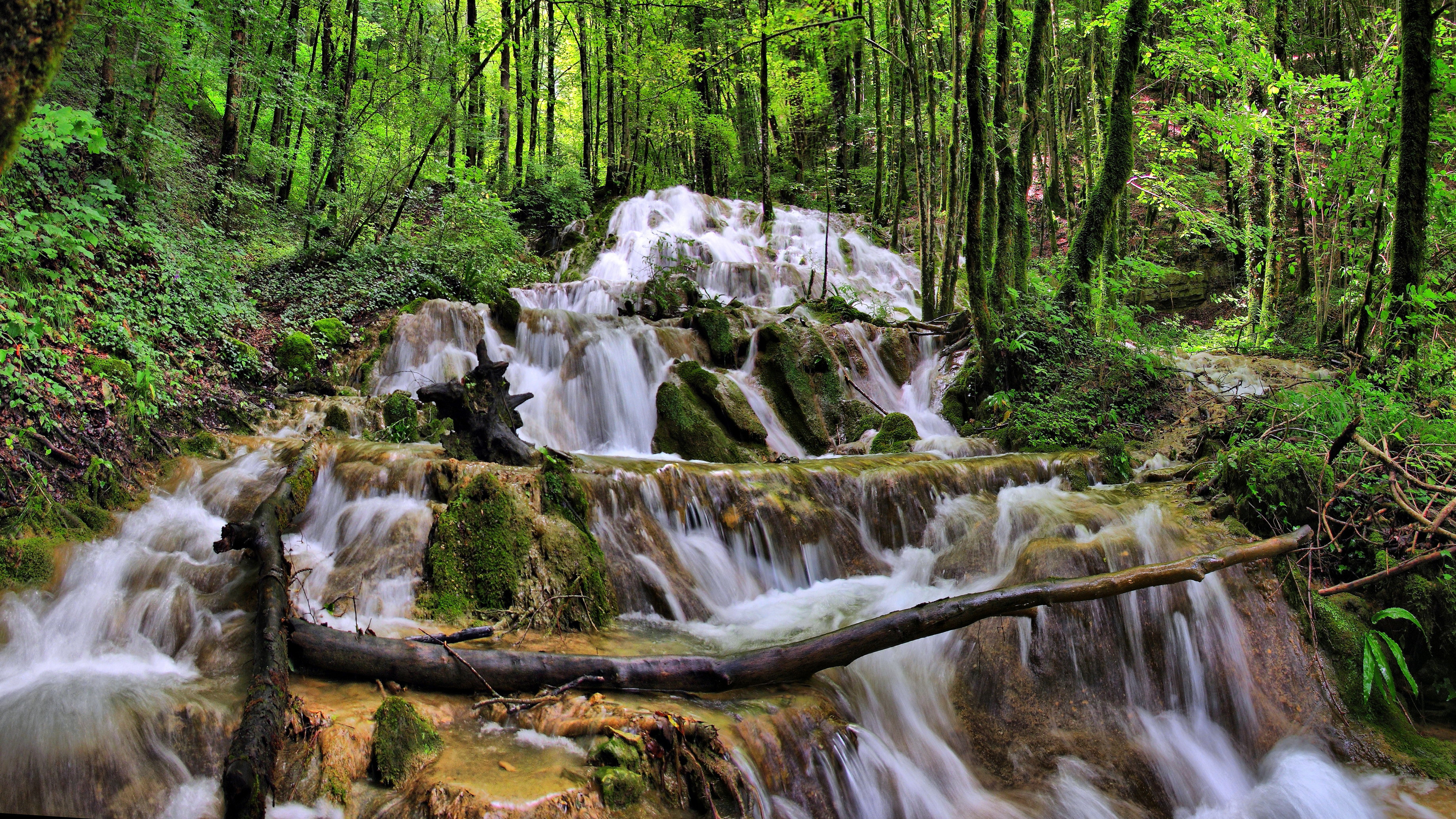
La cascade tufière de Vergetolle.
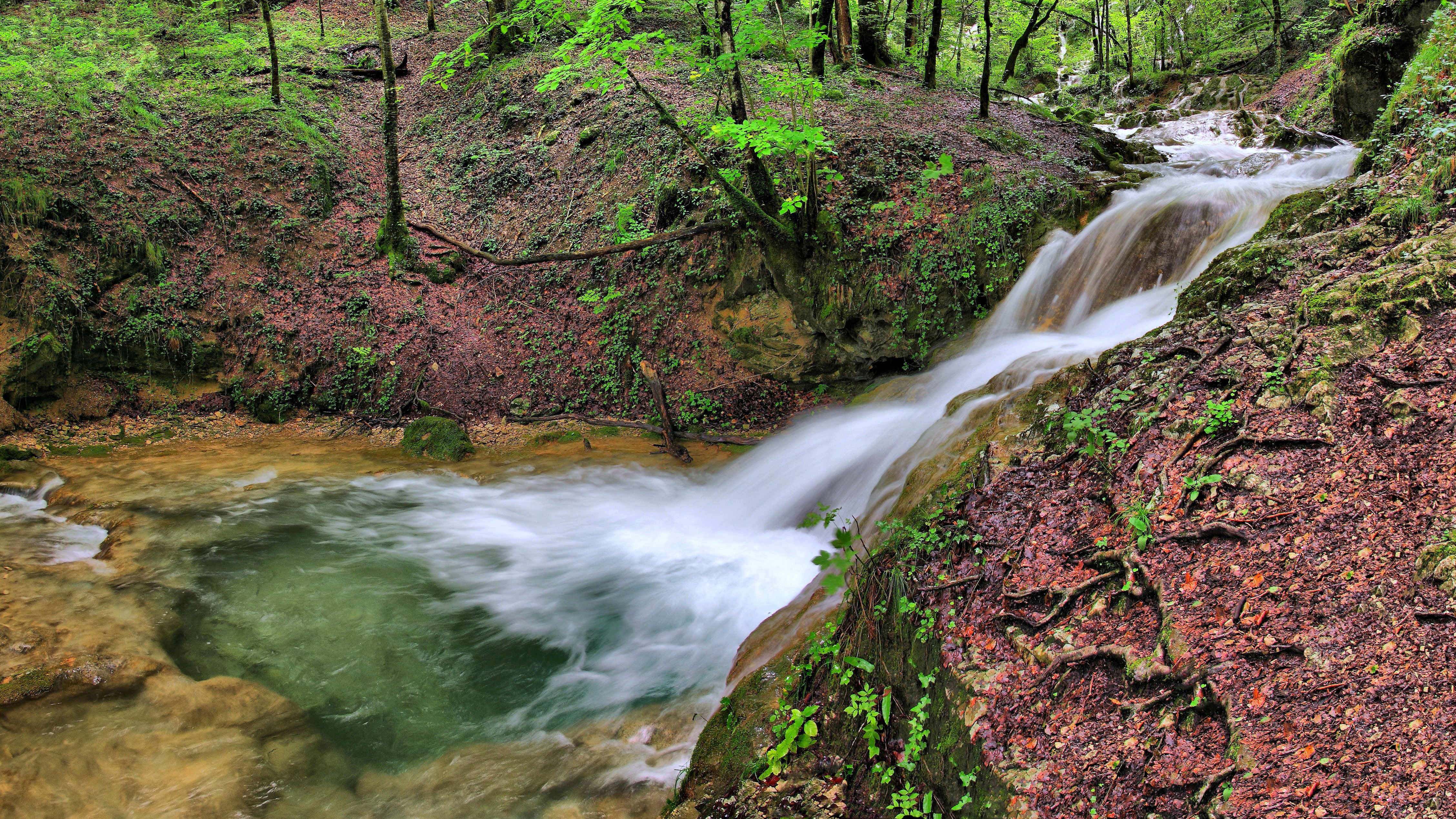
La source bleue de Vergetolle.
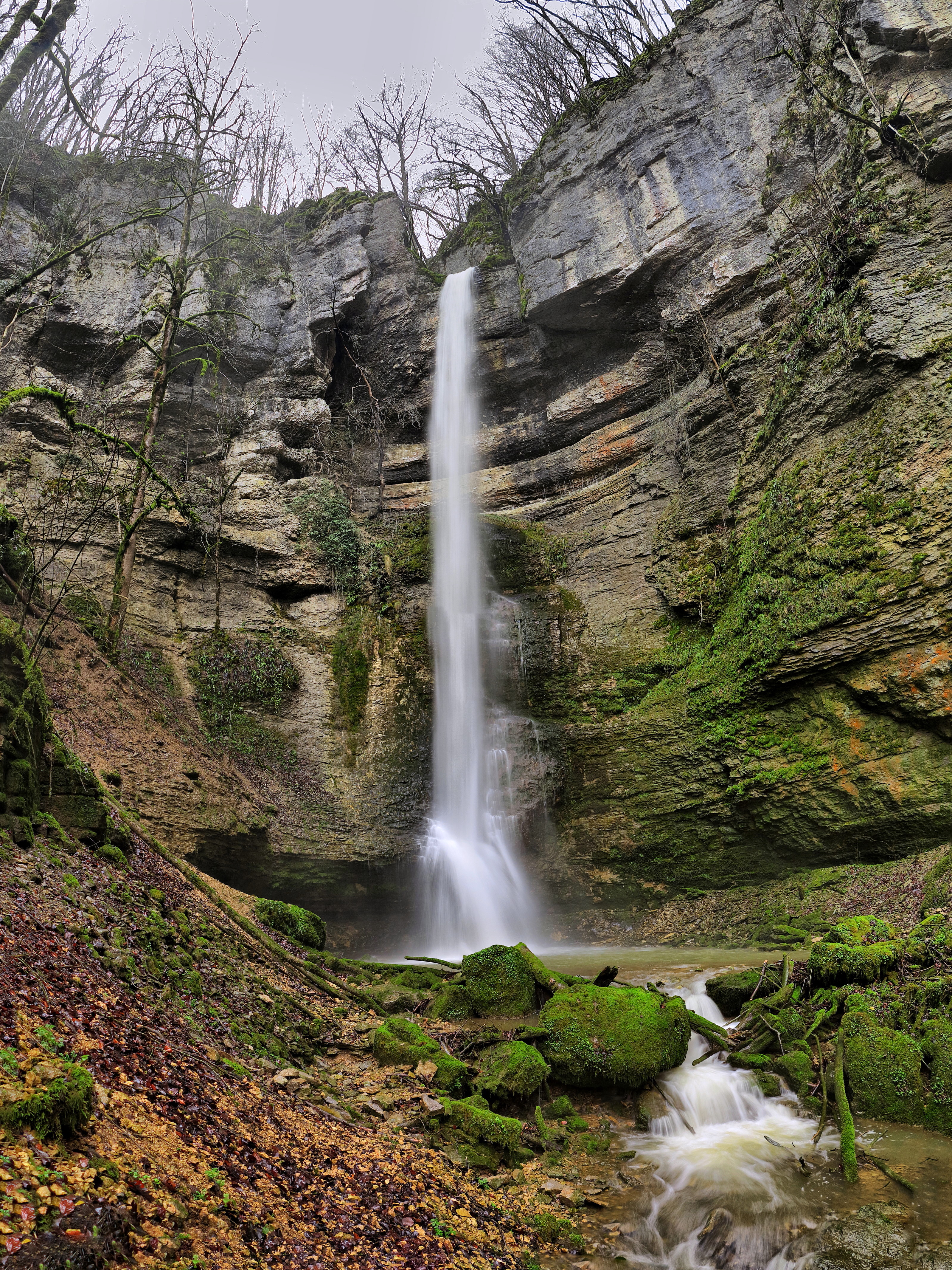
La grande cascade de Raffenot.

## Personnalités liées à la commune
- Ferdinand de Rye, seigneur de Rye et acquéreur de Châteauvieux en 1620.